# Blues for Elvis – King Does the King's Things
Blues for Elvis – King Does the King's Things — четвертий студійний альбом блюзового музиканта Альберта Кінга, випущений лейблом Stax Records в 1970 році. Пісні альбому — кавер-версії композицій, раніше занисаних Елвісом Преслі.

## Список композицій
1. «Hound Dog» (Джеррі Лейбер, Иайк Столлер) — 4:03
2. «That's All Right» (Артур Крудап) — 4:08
3. «All Shook Up» (Отіс Блеквелл, Елвіс Преслі) — 2:29
4. «Jailhouse Rock» (Джеррі Лейбер, Майк Столлер) — 3:36
5. «Heartbreak Hotel» (Мей Борен Екстон, Томас Дурден, Елвіс Преслі) — 6:05
6. «Don't Be Cruel» (Отіс Блеквелл, Елвіс Преслі) — 3:27
7. «One Night» (Дейв Бартоломью, Перл Кінг, Аніта Стаймен) — 4:18
8. «Blue Suede Shoes» (Карл Перкінс) — 3:16
9. «Love Me Tender» (Вера Метсон, Елвіс Преслі) — 5:19